# Wierschem

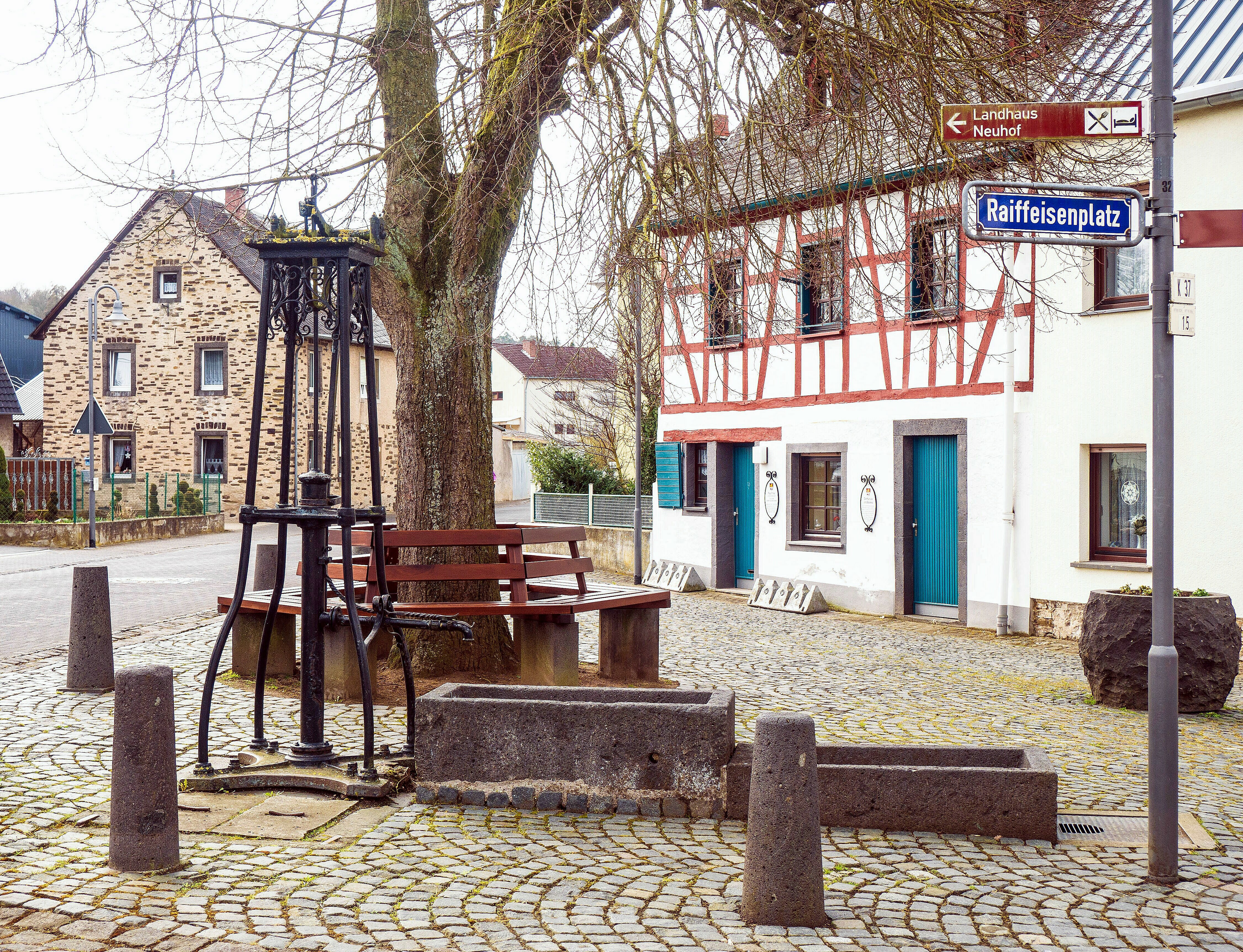
Der Raiffeisenplatz mit Linde und gusseiserner Schwengelpumpe ist der Dorfmittelpunkt

Wierschem ist eine Ortsgemeinde im Landkreis Mayen-Koblenz in Rheinland-Pfalz. Sie gehört der Verbandsgemeinde Maifeld an, die ihren Verwaltungssitz in der Stadt Polch hat.

## Geographie
Wierschem liegt zweieinhalb Kilometer südwestlich der Stadt Münstermaifeld sowie drei Kilometer nordwestlich der Mosel. Die Ortschaft erstreckt sich auf einem von Osten nach Westen abfallenden Gelände und umfasst Höhenlagen zwischen 235 m ü. NHN und 265 m ü. NHN. Östlich erhebt sich die Wierschemer Höhe, westlich beginnt der zum Elzbach entwässernde Wierschemer Bach. Naturräumlich lässt sich der Norden des Gemeindegebiets mit dem Hauptort der weitgehend waldfreien Niedermaifelder Terrasse zuordnen, der südliche Abschnitt hingegen dem Elztal mit dem Gräflich Elzschen Wald. Dort erreicht es mit etwa 105 m ü. NHN seinen tiefsten Bodenpunkt, seinen höchsten mit 300 m ü. NHN östlich des Hauptortes. Zu Wierschem gehören die Wohnplätze Burg Eltz, Forsthaus Rotherhof, Neuhof und Sannenhof.

## Geschichte
Als wigersheim taucht Wierschem im Jahr 1100 im Güterverzeichnis des Stiftes Karden auf. Im 15. Jahrhundert war die Ortschaft ein Lehen der Herren zu Eltz.
Einwohnerentwicklung
Die Entwicklung der Einwohnerzahl von Wierschem, die Werte von 1871 bis 1987 beruhen auf Volkszählungen:
| Jahr | Einwohner |
| ---- | --------- |
| 1815 | 275       |
| 1835 | 363       |
| 1871 | 373       |
| 1905 | 300       |
| 1939 | 303       |
| 1950 | 350       |
| 1961 | 293       |

| Jahr | Einwohner |
| ---- | --------- |
| 1970 | 310       |
| 1987 | 300       |
| 1997 | 309       |
| 2005 | 329       |
| 2011 | 340       |
| 2017 | 314       |
| 2022 | 328       |

## Politik

### Gemeinderat
Der Gemeinderat in Wierschem besteht aus acht Ratsmitgliedern, die bei der Kommunalwahl am 9. Juni 2024 in einer Mehrheitswahl gewählt wurden, und dem ehrenamtlichen Ortsbürgermeister als Vorsitzendem.

### Bürgermeister
Michael Kopp wurde 2009 Ortsbürgermeister von Wierschem. Bei der Direktwahl am 26. Mai 2019 wurde er mit einem Stimmenanteil von 92,49 % und am 9. Juni 2024 als einziger Bewerber mit 91,2 % jeweils für weitere fünf Jahre in seinem Amt bestätigt.

### Wappen
| Wappen von Wierschem | Blasonierung: „Schild geteilt, oben in Rot ein wachsender goldener Löwe, unten in Silber ein roter Pflug.“ |
| Wappen von Wierschem | |

## Kultur und Sehenswürdigkeiten

### Burgen Eltz und Trutzeltz
Die Burgen Eltz und Trutzeltz liegen südwestlich der Ortslage in der Gemarkung der Gemeinde Wierschem.

### Kirche
Die katholische Pfarrkirche St. Apollonia liegt erhöht über dem Dorf im Friedhof. Im Chor (im Kern spätromanisch?) findet sich ein Rippengewölbe des 14. Jahrhunderts. Weitgehend erhalten ist die Ausstattung der Barockzeit (unter anderem Altaraufsatz mit Himmelfahrt Mariä). Eine Glocke von 1752 wurde bei Anselm Franz Speck in Heidelberg gegossen. Die spätgotische Kanzel (Anfang 16. Jahrhundert mit Wappen Eltz und Hagen) stammt aus Münstermaifeld.

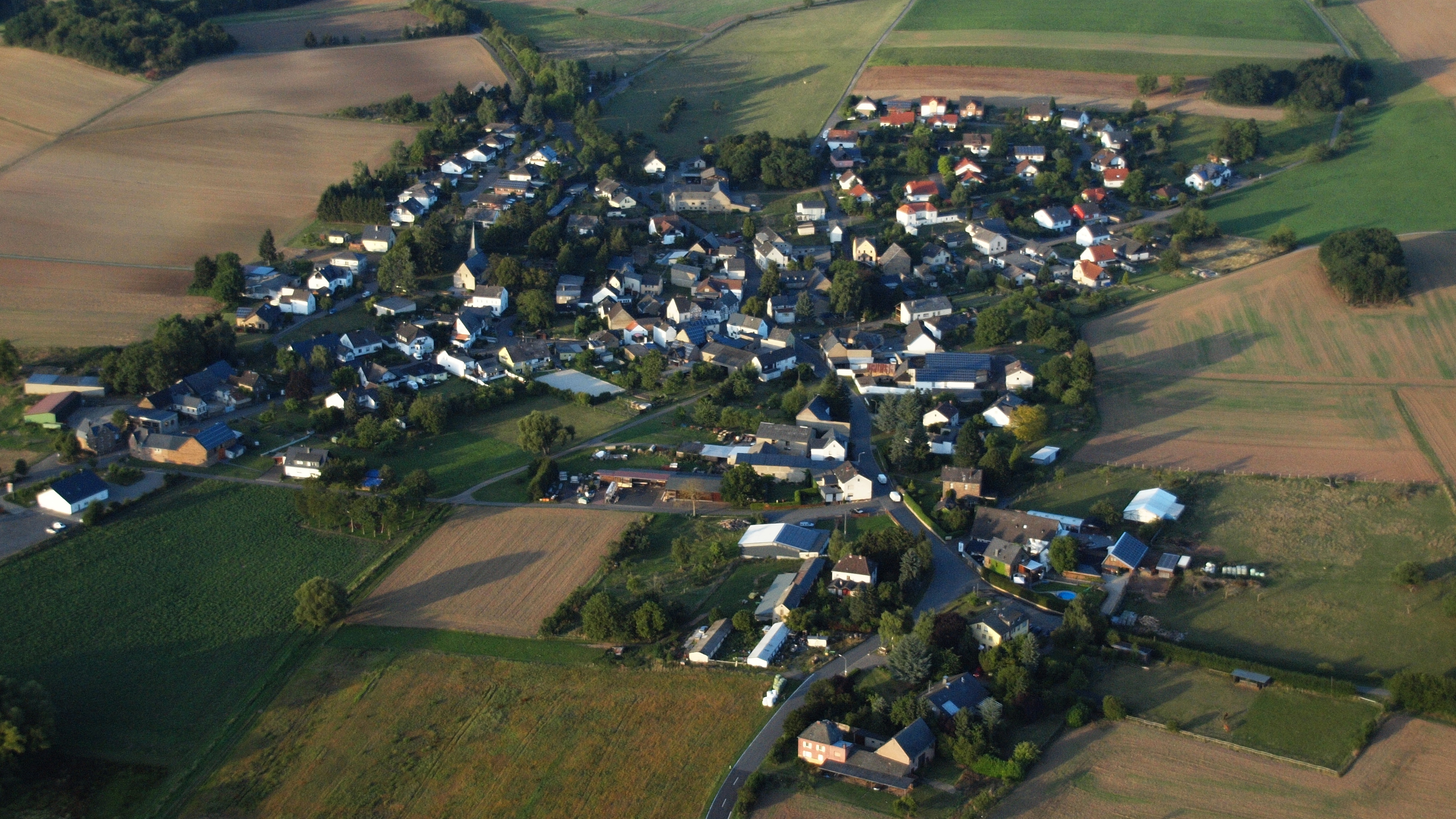
Wierschem, Luftaufnahme (2015)
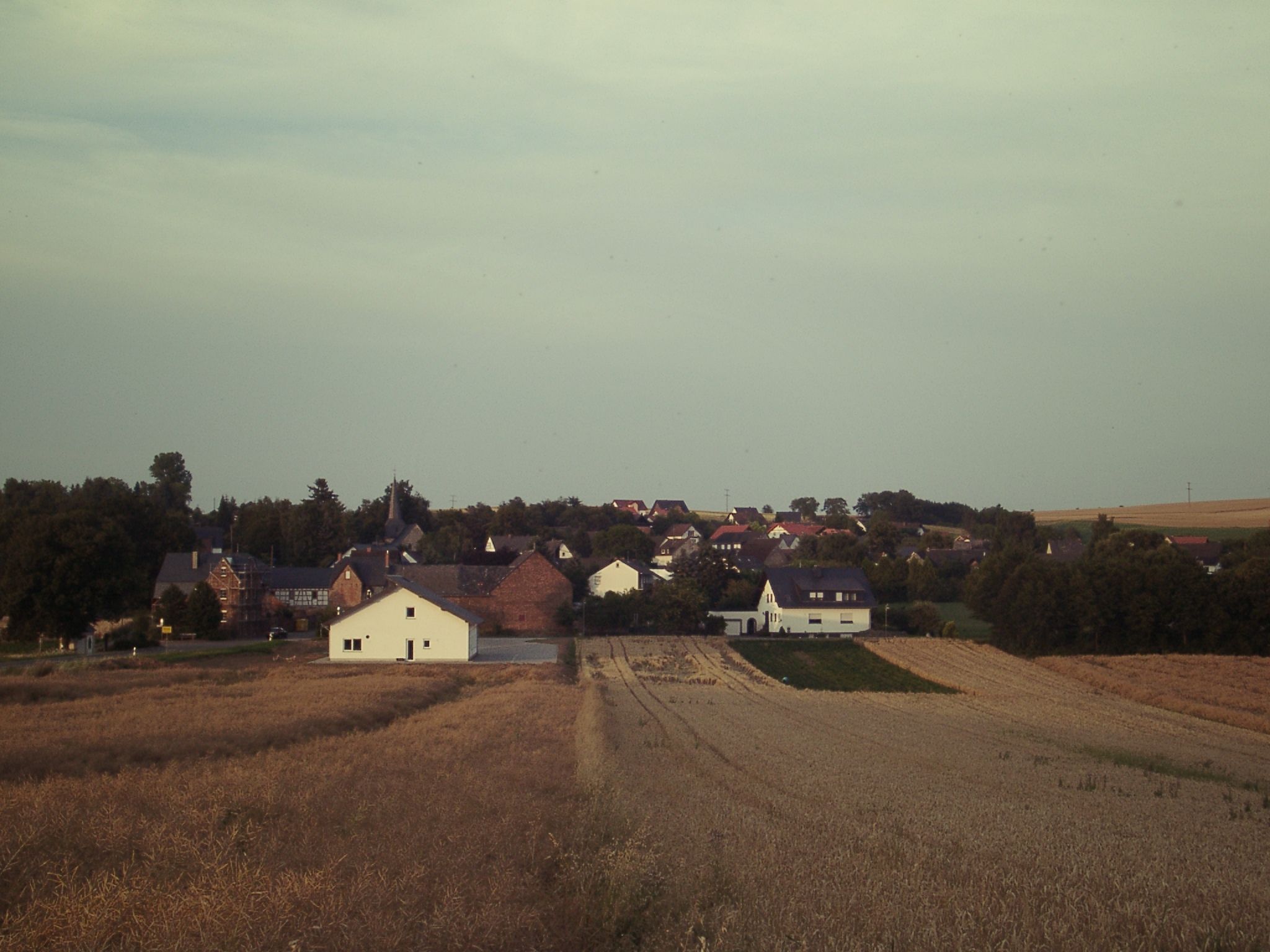
Ortsansicht Wierschem
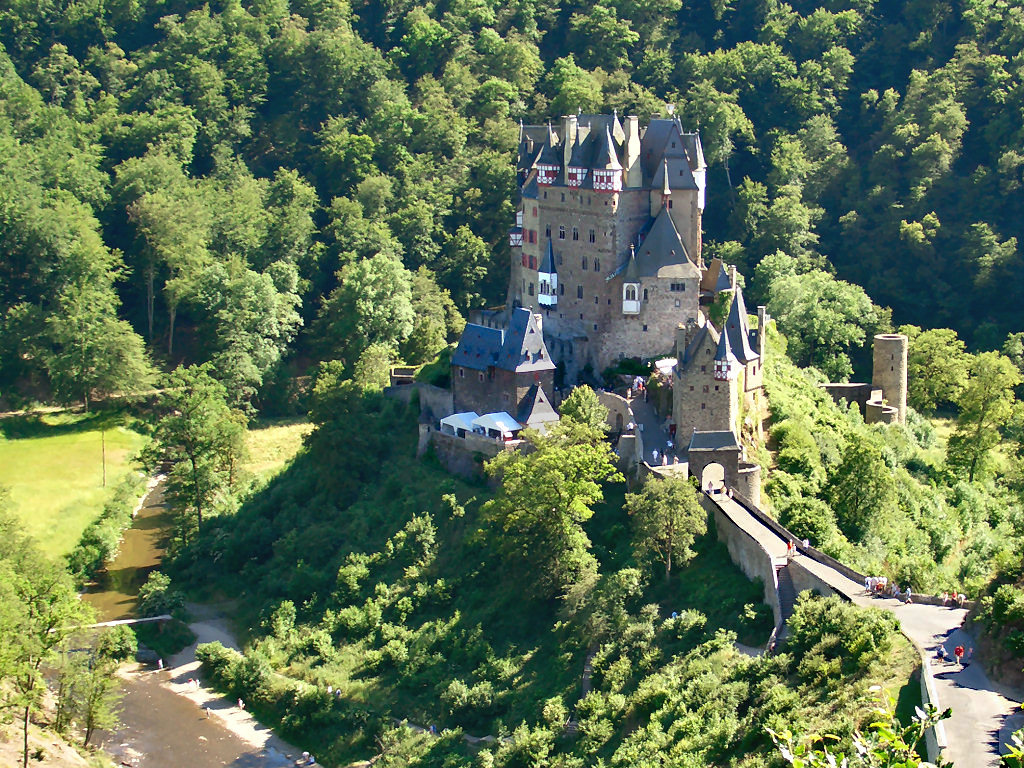
Burg Eltz
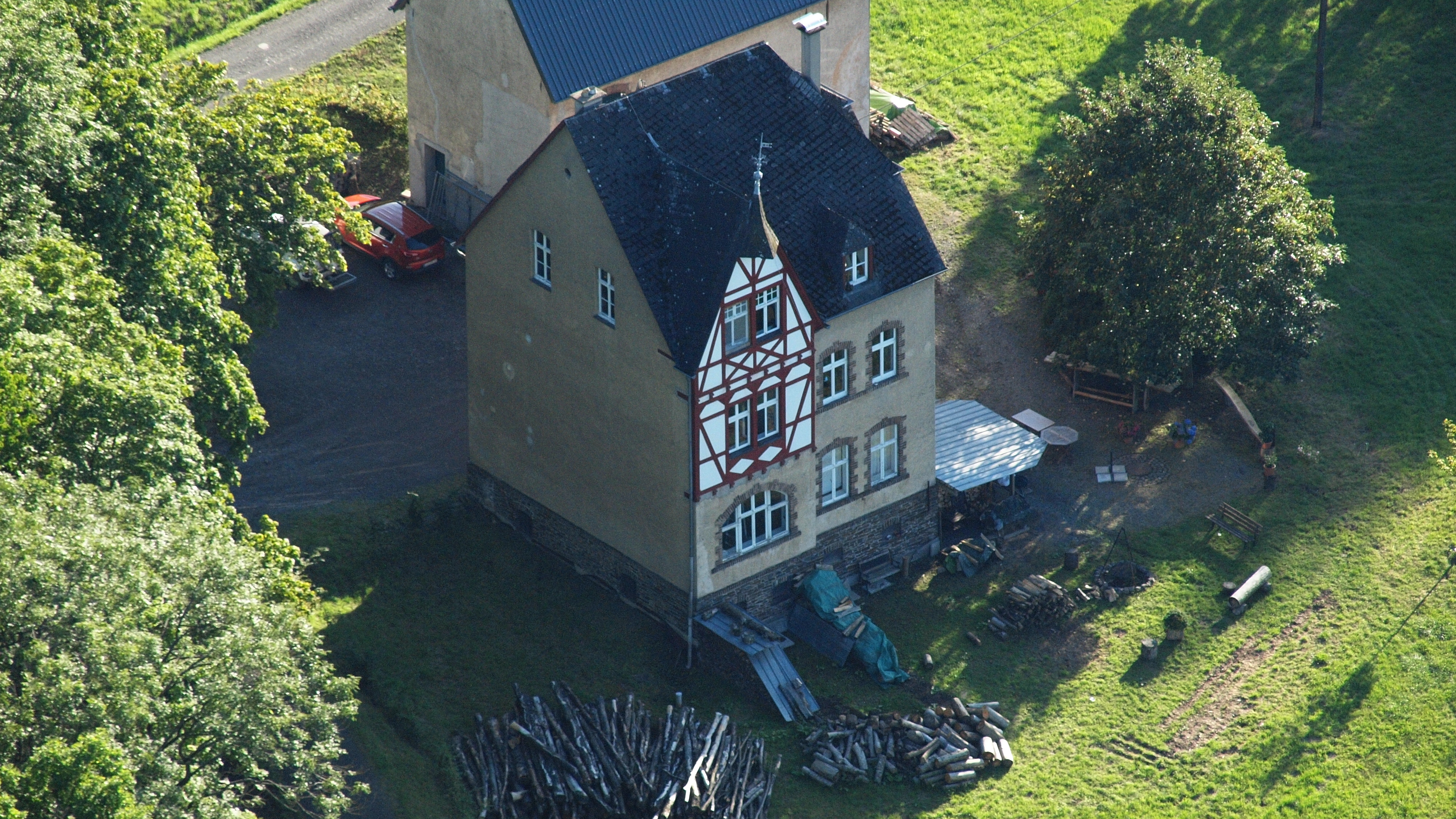
Forsthaus Rotherhof, Luftaufnahme (2015)
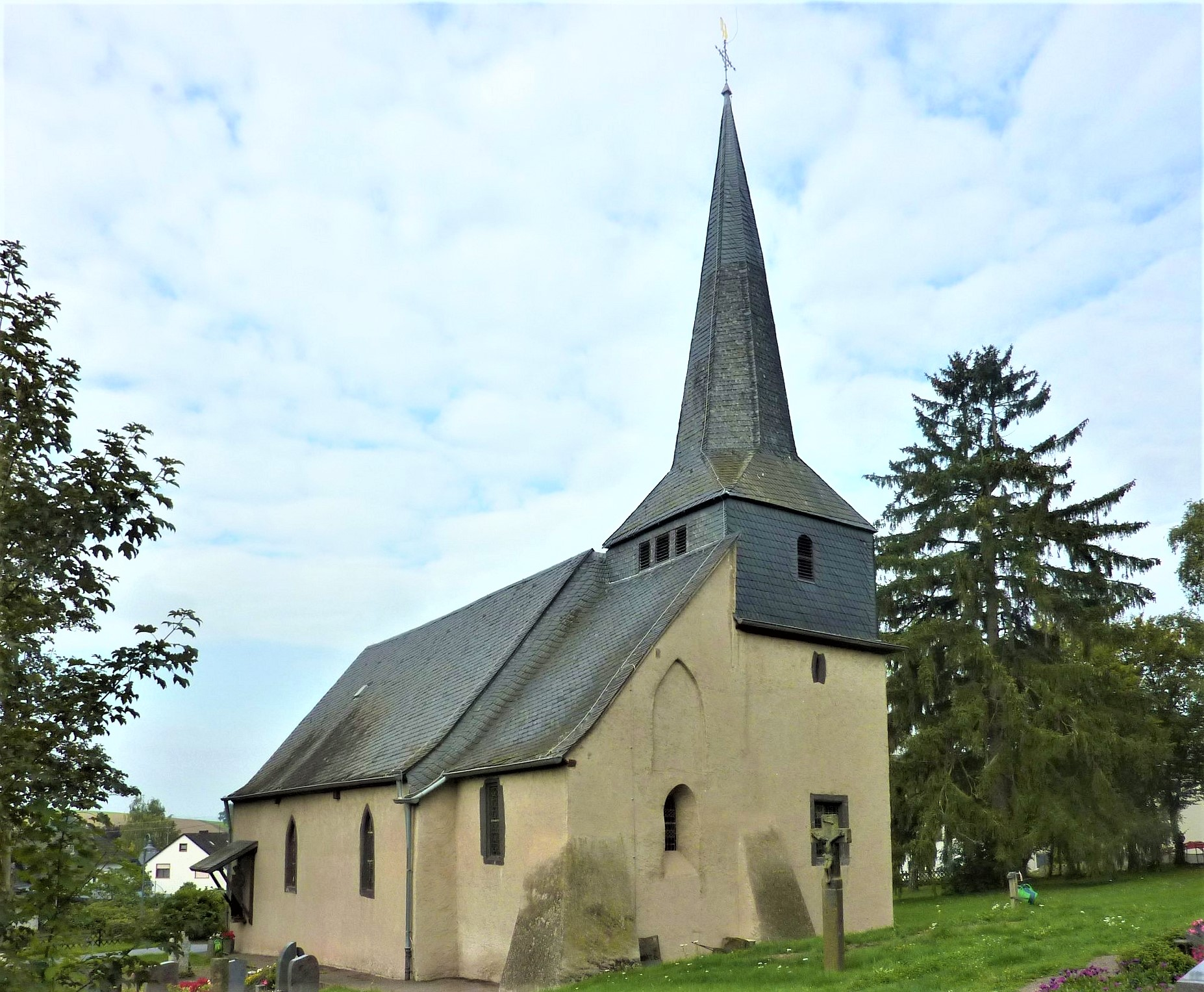
St. Apollonia

## Persönlichkeiten
- Jakob III. von Eltz (1510–1581), Erzbischof von Trier 1567–1581
- Paul Frost (1891–1976), Maler und Kunsterzieher, starb hier[8]